# سرجون الأول
سرجون الأول هو ملك آشور من سنة 1920 حتى سنة 1881 ق م، إسمه أكدي إقترن باسم الملك سرجون الأكدي ولا يعرف الكثير عن هذا الملك.
ويعرف أيضا باسم شارّوم- كين الأول. ورد اسمه في قائمة ملوك آشور، وما يُعرف عن أعماله قليل جداً. شهد عصره ازدهار المستوطنة التجارية الآشورية كانيش (كولتبه) في كبادوكية، وإلى هذه المرحلة تعود النصوص الآشورية التي عثر عليها هناك. فبعض النصوص تحمل ختم شاروكين الأول، وهذا يدل على وصول سيطرة الآشوريين في عصره إلى تلك المناطق وحرصهم على تأمين الطرق التجارية هناك.